# Niggas in Paris
"Niggas in Paris"는 미국의 힙합 가수 제이지와 카니예 웨스트의 콜라보레이션 음반인 Watch the Throne의 수록곡이자 2011년 9월 13일 발매된 싱글이다. 드림웍스의 영화인 블레이즈 오브 글로리 (Blades of Glory)에서의 대화 씬을 샘플링하였으며, 발매 뒤 첫 주에 빌보드 핫 100 차트 75위로 데뷔, 후에 5위까지 순위가 상승하였다. 이 노래는 2013년 그래미상에서 베스트 랩 퍼포먼스와 베스트 랩 송 부문에서 수상받았다.

## 배경
카니예 웨스트는 이 노래가 파리 여행 중 영감을 받았다고 했다. 이 노래는 원래 힛 보이(Hit-Boy)와 푸샤 T(Pusha T)와 하기로 제안했으나, 푸샤 T는 이 노래의 소리가 마치 '비디오 게임'과 같다면서 거절하였다.

## 커버
"Niggas in Paris"의 음반 커버는 프랑스 국기에서 파란색 부분이 검은색으로 대신 칠해져 있다. 이 그림은 그들의 다음 싱글인 "Why I Love You"에서도 사용되었다.

## 리믹스와 프리스타일
"Niggas in Paris"는 수많은 리믹스가 나왔으며, 대표적으로 T.I., 크리스 브라운, 게임, 버스타 라임스, 트레이 송즈의 버전이 있다. 그 외에도 영 지지, 릴 웨인, 모스 데프 등이 이 노래의 비트에 프리스타일 랩을 선보였고, 대한민국에서도 개코 등의 가수들이 이 비트에 랩을 한 바가 있다.

## 뮤직 비디오
뮤직비디오는 2012년 2월 9일 VEVO를 통해 공개되었으며, 카니예 웨스트가 직접 기획하였다.

## 차트
| 차트 (2011–14)                   | 최고 순위 |
| -------------------------------- | --------- |
| 오스트레일리아 (ARIA)            | 66        |
| 오스트리아 (Ö3 오스트리아 탑 40) | 38        |
| 벨기에 (울트라탑 50 플랑드르)    | 17        |
| 벨기에 (울트라탑 50 왈로니아)    | 29        |
| 캐나다 (캐나디안 핫 100)         | 16        |
| 덴마크 (트랙리슨)                | 19        |
| 프랑스 (SNEP)                    | 28        |
| 독일 (미디어 컨트롤 AG)          | 40        |
| 아일랜드 (IRMA)                  |           |
| 네덜란드 (네덜란드스 탑 40)      | 37        |
| 네덜란드 (싱글 톱 100)           | 28        |
| 뉴질랜드 (레코드 뮤직 NZ)        | 38        |
| 스코틀랜드 (오피셜 차트 컴퍼니)  | 14        |
| 슬로바키아 싱글 디지털 탑 100    | 94        |
| 대한민국 가온 차트               | 53        |
| 스웨덴 (스베리예토프리스탄)      | 44        |
| 스위스 (슈바이처 히트파라데)     | 43        |
| 영국 알앤비 (오피셜 차트 컴퍼니) | 3         |
| 영국 싱글 (오피셜 차트 컴퍼니)   | 10        |
| 미국 빌보드 핫 100               | 5         |
| 미국 핫 알앤비/힙합 송 (빌보드)  | 1         |
| 미국 핫 랩 송 (빌보드)           | 1         |
| 미국 팝 송 (빌보드)              | 17        |
| 미국 리드믹 (빌보드)             | 3         |

| 차트 (2012)                    | 순위 |
| ------------------------------ | ---- |
| 캐나다 (캐나디안 핫 100)       | 54   |
| 네덜란드 (싱글 톱 100)         | 66   |
| 영국 싱글 (오피셜 차트 컴퍼니) | 31   |
| 미국 빌보드 핫 100             | 40   |
| US 핫 R&B/힙합 송 (빌보드)     | 11   |
| US 랩 송 (빌보드)              | 3    |

## 인증
| 국가                                                            | 인증        | 판매량/출하량 |
| --------------------------------------------------------------- | ----------- | ------------- |
| 오스트레일리아 (ARIA)                                           | 2× 플래티넘 | 140,000^      |
| 캐나다 (뮤직 캐나다)                                            | 플래티넘    | 80,000^       |
| 덴마크 (IFPI Danmark)                                           | 골드        | 15,000^       |
| 영국 (BPI)                                                      | 플래티넘    | 600,000       |
| 미국 (RIAA)                                                     | 5× 플래티넘 | 5,000,000^    |
| ^출하량을 기반으로 한 인증 · 판매량+스트리밍을 기반으로 한 인증 |             |               |

## 발매 기록
| 지역 | 날짜            | 포맷                | 레이블                     |
| ---- | --------------- | ------------------- | -------------------------- |
| 미국 | 2011년 9월 13일 | 리드믹, 어반 라디오 | 로커펠라 락 네이션 데프 잼 |
| 미국 | 2011년 11월 8일 | 메인스트림 라디오   | 로커펠라 락 네이션 데프 잼 |